# مبارك الحربي (لاعب كرة قدم كويتي)
مبارك الحربي (7 أكتوبر 1990) لاعب كرة قدم كويتي، يلعب في مركز حراسة المرمى مع نادي القادسية الكويتي.
بدأ اللعب لنادي الساحل في سن مبكرة ثم انتقل إلى نادي القادسية في فئة الشباب وتدرج منها إلى فئة الرجال عام 2012م ثم وقع مع نادي الرجال ليكون لاعباً في الفريق الأول للنادي في مركز حراسة المرمى عام 2013م.

## الانجازات

### الدوري الكويتي
- البطل: 2015/2016
- الوصيف: 2019/2021 ، 2020/2021

### كأس ولي العهد
- البطل: 2017/2018
- الوصيف: 2018/2019 ، 2020/2021

### كأس الأمير
- الوصيف: 2020/2021

### كأس السوبر
- البطل: 2013/2014 ، 2018/2019 ، 2019/2020
- الوصيف: 2016/2017